# François Marquet
François Marquet, né le 17 avril 1995 à Theux, est un footballeur belge. Il évolue comme milieu de terrain.

## Carrière
Formé à l'Académie Robert Louis-Dreyfus du Standard de Liège, François Marquet franchit pas à pas les échelons du club liégeois. Il signe le 24 avril 2013 à 17 ans, son premier contrat professionnel, pour une durée de 3 ans.
Au début de la saison 2014-2015, à la suite du départ de William Vainqueur pour le Dynamo Moscou et aux blessures de Julien De Sart et d'Adrien Trebel, il s'impose comme titulaire dans le milieu de terrain des Rouches. Il est titulaire lors du match aller du troisième tour préliminaire de Ligue des champions, lors du nul vierge contre le Panathinaïkos,.

## Statistiques
| Saison                | Club                           | Championnat           | Championnat | Championnat | Coupe(s) nationale(s) | Coupe(s) nationale(s) | Compétition(s) continentale(s) | Compétition(s) continentale(s) | Compétition(s) continentale(s) | Total | Total |
| Saison                | Club                           | Division              | M.          | B.          | M.                    | B.                    | Comp.                          | M.                             | B.                             | M.    | B.    |
| 2012-2013             | Standard de Liège              | Jupiler Pro League    | 1           | 0           | -                     | -                     | -                              | -                              | -                              | 1     | 0     |
| 2013-2014             | Standard de Liège              | Jupiler Pro League    | -           | -           | -                     | -                     | C3                             | 4                              | 0                              | 4     | 0     |
| 2014-2015             | Standard de Liège              | Jupiler Pro League    | 3           | 0           | -                     | -                     | C1+C3                          | 1+0                            | 0+0                            | 4     | 0     |
| Sous-total            | Sous-total                     | Sous-total            | 4           | 0           | 0                     | 0                     | -                              | 5                              | 0                              | 9     | 0     |
| 2014-2015             | Jong PSV Eindhoven (prêt)      | Jupiler League        | 13          | 1           | -                     | -                     | -                              | -                              | -                              | 13    | 1     |
| 2015-2016             | Royal Mouscron-Péruwelz (prêt) | Jupiler Pro League    | 15          | 0           | 2                     | 1                     | -                              | -                              | -                              | 17    | 1     |
| Total sur la carrière | Total sur la carrière          | Total sur la carrière | 32          | 1           | 2                     | 1                     | -                              | 5                              | 0                              | 39    | 2     |